# Edith Nothdorf
Edith Nothdorf (* 6. Januar 1934 in Riga; † 25. August 2009 in Bargteheide) war eine deutsche Musikpädagogin, Autorin und Komponistin.

## Leben und Wirken
Edith Nothdorf studierte von 1952 bis 1956 am Staatlichen Konservatorium Schwerin Operngesang, Klavier und Musikpädagogik bei Anni Eisenträger, Elisabeth Lange und Hans Rentzow. Nach Engagements in den Theatern Greifswald und Rostock sowie der Wuppertaler Puppenbühne war sie Privatmusikerzieherin für Klavier und Gesang in Bargteheide. Sie war Gründungsmitglied des Kulturringes Bargteheide e. V. Hier richtete sie im Auftrag der Stadt Bargteheide eine Musikalische Früherziehung ein und entwickelte das Unterrichtsmodell „Singen und Spielen für Kinder“, welches 1984 im Verlag Georg Kallmeyer und ab 1993 im Verlag Edition Eres verlegt wurde. 

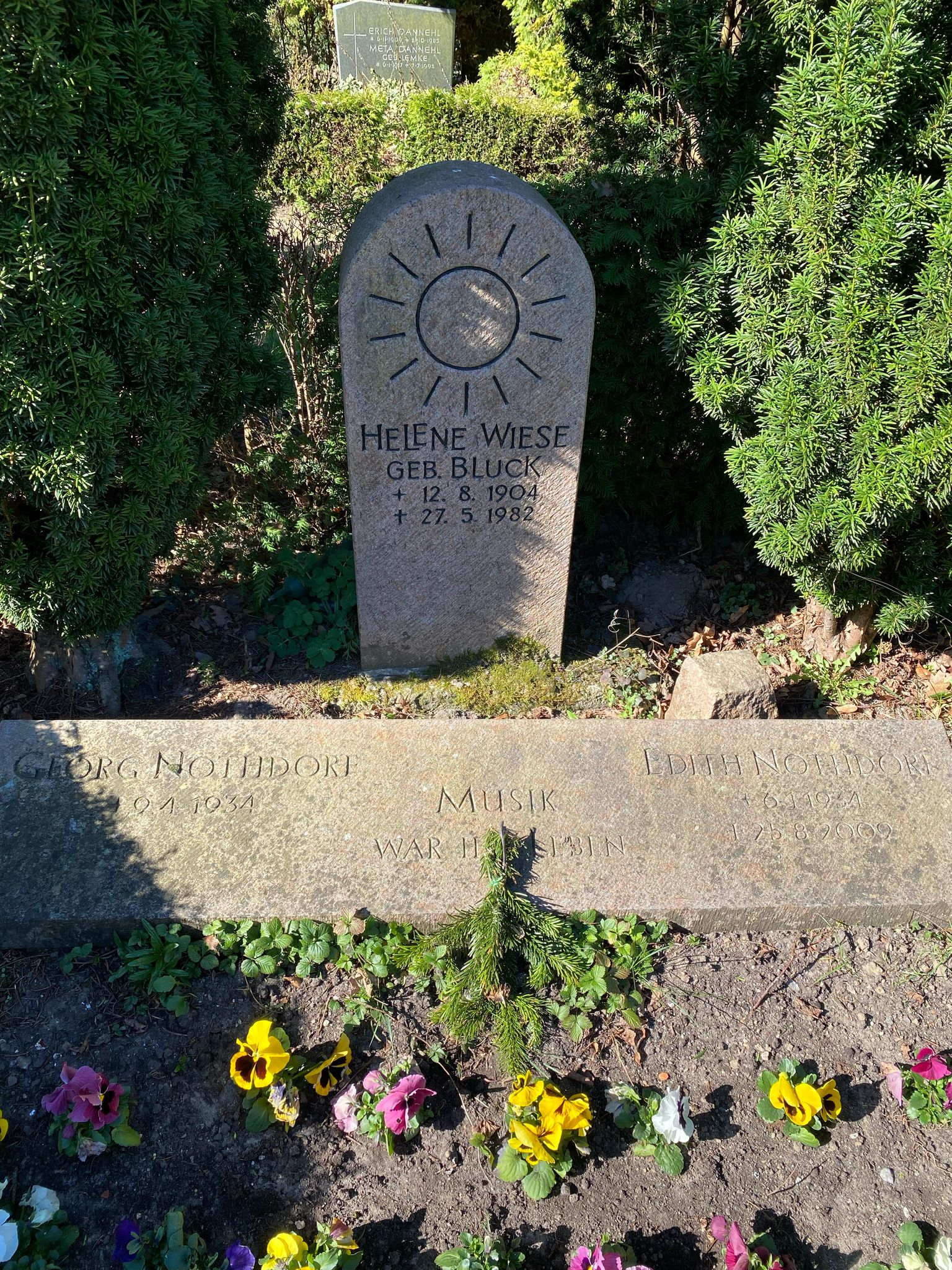
Grabstätte auf dem Friedhof Bargteheide

Sie komponierte Kinderlieder, von denen einige im Gewandhaus zu Leipzig mit dem Rundfunk-Kinderchor Leipzig durch Hans Sandig und Gunter Berger uraufgeführt wurden. Außerdem verfasste sie musikalische Märchen und Kindermusicals, welche in unterschiedlichen Orten und in verschiedenen Fassungen aufgeführt wurden. Im „Arbeitskreis Nordostdeutsche Musik“ war sie Leiterin des Kinder-Ateliers.
Ab 1989 führte sie Seminare für Deutsch- und Musiklehrer sowie für Kindergärtnerinnen und Studenten an verschiedenen Pädagogischen Fachhochschulen in der ehemaligen Sowjetunion durch, z. B. in Alma-Ata, Moskau, Omsk, Slawgorod und Saratow. Ebenso hielt sie Weiterbildungsseminare für Sonderschullehrer in der Behindertenpädagogik und an Sonderschulen am Landesinstitut Mecklenburg-Vorpommern für Schule und Ausbildung ab.
Das Lehrwerk zur Musikalischen Früherziehung „Singen und Spielen für Kinder“ und das Liederbuch „Wenn die Igel schlafen gehn“ sind ins Russische und Lettische übersetzt worden.
Zum 40-jährigen Jubiläum der Musikalischen Früherziehung erhielt diese Einrichtung offiziell den Namen ihrer Gründerin und langjährigen Leiterin. Sie heißt jetzt „Städtische Musikschule Edith Nothdorf – Musikalische Früherziehung“.
Edith Nothdorf erhielt ihre letzte Ruhestätte auf dem Friedhof Bargteheide.

## Werke
- Wenn die Igel schlafen gehn, Eres Edition, Lilienthal 1994
- Singen und Spielen für Kinder, Eine Einführung in die Musik, Georg Kallmeyer, Wolfenbüttel 1985
- Johannisfest im Zauberwald, Kindersingspiel in einem Akt, Uraufführung 22. Juni 2008 Rendsburger Musikschule e.V.
- Der kleine Riese Gernegroß, Kindermusical